# Ptilocolepus villosus
Ptilocolepus villosus is een schietmot uit de familie Ptilocolepidae. De soort komt voor in het Palearctisch gebied.